# Leoni (azienda)
La Leoni AG con sede a Norimberga è un produttore primario tedesco di fili e cavi elettrici e sistemi di cablaggio per l'automotive e altri settori. Due le divisioni aziendali: "Division Wire & Cable Solutions" (ex "Draht & Kabel"") e "Division Wiring Systems" (ex "Bordnetz-Systeme"). La fabbrica principale è situata a 30 km da Norimberga, a Roth.
Le azioni Leoni AG sono quotate al MDAX con il 100% del flottante.

## Storia
Nel 1569 viene fondata da Anthoni Fournier a Norimberga un'officina per la produzione di Leonische Waren. Nel 1621 i figli di Fournier aprono a sud di Norimebrga un'altra officina. Da queste radici nascono la Johann Balthasar Stieber & Sohn, Nürnberg, la Johann Philipp Stieber di Roth e la Vereinigte Leonische Fabriken di Norimberga.
Nel 1917 vengono fuse le aziende sopracitate creando la Leonische Werke Roth-Nürnberg AG. Nel 1931 segue la Leonische Drahtwerke AG con sede a Norimebrga. Nel 1999 avviene la fondazione della LEONI AG e la holding con tre società controllate: LEONI Draht GmbH & Co. KG, LEONI Kabel GmbH & Co. KG e LEONI Bordnetz-Systeme GmbH & Co. KG.
Nel 2006 viene acquisita la Kerpen GmbH & Co. KG e la Studer Cables AG svizzera. Nel maggio 2007 la Leoni acquisisce l'80% della Silitherm. Nel 2012 Leoni fattura 3,809 (2011: 3,701, 2010: 2,956) mld di Euro e con un risultato ante oneri finanziari di 235,8 (2011: 237,14, 2010: 130,72) mln di Euro. L'utile netto consolidato a 156,02 (2011: 155,96, 2010: 67,25) mln di Euro.
Al 31 dicembre 2013 la società ha 61.591 collaboratori (2012: 59.393) e un fatturato di oltre 3,917 mld di Euro. L'utile netto consolidato 2013 a 105,9 mln di Euro.
Al 31 dicembre 2014 i dipendenti sono 67.988 e il fatturato a 4,1 mld di Euro. L'utile netto consolidato 2014 a 115,1 mln di Euro. EBIT al 12% di 182,5 mln di Euro. Il 90,1% dei dipendenti nel 2014 sono all'estero, in particolare in Marocco, Egitto, Serbia, Romania e Ucraina. Il 6,3% in Germania.

Per il 2015 venne dichiarato un EBIT di oltre 200 mln di Euro, con un fatturato di 4,3 mld di Euro. Per il 2016 Leoni dichiara riduzioni del commercio in Cina e Russia. Dai 4,8 mld di Euro di fatturato aspettati si arriva a 4,6 con EBIT del 7%. Il giorno seguente in Borsa le azioni guadagnano un +30%.
Il 9 novembre 2015 Leoni annuncia che il responsabile divisione Bordnetz-System Dr. Andreas Brand rassegna le dimissioni. Il 1º gennaio il Dr. Frank Hiller prende in mano la divisione. Il 1º febbraio 2016 Bruno Fankhauser diviene a capo della divisione Wire & Cable Solutions.
Nel 2015 Leoni chiude con un risultato ante oneri finanziari a 151 mln di Euro. Nel 2016 l'EBIT viene tassato a 105 mln di Euro.

## Acquisizioni/Joint Venture
- 1º ottobre 1999: quattro società Siemens:
  - Leitungswerk Friesoythe GmbH & Co. KG
  - Special Cables & Wires GmbH & Co. KG
  - Siemens Automobiltechnik Leitungen GmbH & Co. KG
  - Siemens Automobiltechnik Komponenten GmbH & Co. KG
- 3 febbraio 2000: Lucas Rists Wiring Systems della TRW
- 1º settembre 2004: Klink + Oechsle GmbH
- 1º luglio 2005: Elektronik + Kabeltechnik GmbH & Co. KG
- 4 ottobre 2005: con la svizzera Studer per gli impianti elettrici di vagoni ferroviari. Joint-venture L & S Transportation Systems con Leoni AG al 70% e Studer al 30%.
- 16 ottobre 2007: Acquisizione della divisione impianti elettrici automotive della Valeo (Valeo Connectivity Systems)